# マッテオ・インゼオ
マッテオ・インゼオ（伊: Matteo Inzeo、1976年 - ）は、イタリアのラツィオ州ラティーナ生まれのイタリア語講師である。身長176cm。ローマ大学文学部日本文学科専攻。 名はマッテーオとも表記される。

## 人物
語学指導等を行う外国青年招致事業（JETプログラム）で2002年に日本に移住。 国際交流員として群馬県前橋市での市役所勤務を経て、2005年度からNHK教育テレビ「イタリア語会話」で講師を務める（これ以前にもスキット内にて出演していた）。
空手が特技であり、「イタリア語会話」2007年正月放送の語学特別番組でその技を披露した。
現在は渋谷区神宮前のイタリア語教室『Bell'Italia』で語学、料理の講師を務める。

## テレビ出演
- 「イタリア語会話」（NHK教育テレビ、2005年度～2007年度）
- 「テレビでイタリア語」（NHK教育テレビ、2008年度～2009年度、2010年度下期、2012年度上期）
- 「愛の劇場 大好き!五つ子2008」ケニー役（TBSテレビ、2008年度）
- 「愛の劇場 最終シリーズ　大好き!五つ子」ケニー役（TBSテレビ、2009年）
- 「5時に夢中!」（TOKYO MX、2009年7月～2010年3月）
- 「きょうの料理　生放送COOK９」（NHK教育テレビ、2018年9月24日放送）
- 「旅するイタリア語」（NHK教育テレビ、2016年10月～2022年3月）

## ラジオ出演
- まいにちイタリア語（NHKラジオ第2、2010年4月～2010年9月）
- アンコールまいにちイタリア語（NHKラジオ第2、2011年4月～）